# Powiernik (bankowość)
Powiernik – osoba powoływana (wraz z zastępcą) przez Komisję Nadzoru Finansowego przy każdym banku hipotecznym, na wniosek rady nadzorczej tego banku. Do zadań powiernika należy kontrola, czy bank hipoteczny wywiązuje się z szeregu wymogów zawartych w ustawie o listach zastawnych i bankach hipotecznych.

## Zadania powiernika
W szczególności do obowiązków powiernika należy sprawdzanie, czy:
1. zobowiązania wynikające ze znajdujących się w obrocie listów zastawnych zabezpieczone są przez bank hipoteczny zgodnie z przepisami ustawy o listach zastawnych i bankach hipotecznych;
2. przyjęta przez bank hipoteczny bankowo-hipoteczna wartość nieruchomości ustalona została zgodnie z regulaminem banku hipotecznego;
3. bank hipoteczny przestrzega limitów określonych w ustawie o listach zastawnych i bankach hipotecznych;
4. sposób prowadzenia przez bank hipoteczny rejestru zabezpieczenia listów zastawnych odpowiada warunkom ustawy o listach zastawnych i bankach hipotecznych;
5. bank hipoteczny zapewnia odpowiednie zabezpieczenie dla planowanej emisji listów zastawnych oraz czy zostały dokonane odpowiednie wpisy do rejestru zabezpieczenia listów zastawnych.

## Powoływanie i odwoływanie
Powiernik i jego zastępca nie mogą być pracownikami banku hipotecznego, natomiast są przez niego wynagradzani. Ich kadencja trwa 6 lat i może być przedłużona tylko jeden raz. Powiernik i jego zastępca powinni posiadać obywatelstwo jednego z państw członkowskich Unii Europejskiej, wykształcenie wyższe i dawać rękojmię rzetelnego wykonywania nałożonych na nich obowiązków.
Powiernik i jego zastępca mogą być odwołani przez KNF w razie:
1. zrzeczenia się wykonywania obowiązków;
2. utraty zdolności do pełnienia powierzonych im obowiązków na skutek długotrwałej choroby, trwającej co najmniej 3 miesiące w ciągu roku kalendarzowego;
3. skazania prawomocnym wyrokiem sądu za popełnienie przestępstwa;
4. upadłości banku hipotecznego;
5. niewypełnienia czynności, do których są zobowiązani zgodnie z ustawą o listach zastawnych i bankach hipotecznych.